# Намер
Намер (англ. Namer, араб. نامر) — поселення в Сирії, що складає невеличку друзьку громада в нохії Аш-Шейх-Маскін, яка входить до складу мінтаки Ізра в південній сирійській мухафазі Дара.